# Acura Classic 2007
L'Acura Classic 2007 è stato un torneo di tennis giocato sul cemento. 
È stata la 29ª edizione del torneo di San Diego, che fa parte della categoria Tier I nell'ambito del WTA Tour 2007. 
Si è giocato a San Diego negli USA dal 28 luglio al 5 agosto 2007.

## Campionesse

### Singolare
Marija Šarapova ha battuto in finale  Patty Schnyder, 6–2, 3–6, 6–0

### Doppio
Cara Black /  Liezel Huber hanno battuto in finale  Viktoryja Azaranka /  Anna Čakvetadze con il punteggio di 7–5, 6–4